# Mikko Linnemann
Mikko Linnemann (geboren 1973) ist Filmemacher und Filmwissenschaftler.

## Leben und Werk
Über Mikko Linnemanns Vita sind nur wenige Informationen verfügbar. Laut DNB studierte er Filmwissenschaft, Soziologie und Psychologie. Seine Magister-Arbeit an der Universität Mainz, eine Abhandlung über die filmische Dialektik in den Filmen von Robert Lepage, ist 2010 als Buch im Nomos Verlag erschienen.
Die Internet Movie Database nennt als erste Arbeit den Kurzfilm Trautes Heim aus dem Jahr 2004 mit den Schauspielern Leila Beil, Frank Ferner, Sabine Kämper und Gerold Wurstel. 2006 folgte der 7-Minuten-Film Un coeur gelé en été mit Christina Hecke als Ärztin und einer Reihe unbekannter Darsteller. Der Regisseur trat in diesem Film als Priester auf.

### Wie erinnern?
Linnemann gründete die Filmfirma GEGENFEUER produktionen, die im Berliner Bezirk Friedrichshain-Kreuzberg beheimatet ist. Zwischen 2011 und 2016 entstand die Trilogie „Wie erinnern?“, die sich mit dem industriellen Massenmord der Nationalsozialisten und deutscher Erinnerungspolitik auseinandersetzte. Linnemann: „Dabei werden Widersprüche, Kontinuitäten, aber auch Konsequenzen aus der deutschen Geschichte sinnlich erfahrbar.“
1. Kein Friede den Frevlern (2011)
Der Titel dieses 40-Minuten-Films stammt vom ehemaligen Häftling Leon Szalet (1892–1958). Er war einer von mehr als fünfhundert Juden polnischer Staatsangehörigkeit, die 1939 von Berlin ins KZ Sachsenhausen verschleppt werden. Er war einer von ganz wenigen, die entlassen wurden, in seinem Fall Folge des zähen Einsatzes seiner Tochter. Unmittelbar nach der Freilassung emigrierten Vater und Tochter via Shanghai in die Vereinigten Staaten, wo er Folter, Qual und Unrecht im KZ in seinen Hafterinnerungen niederschrieb.

„Irgendwo in mir war immer noch der unverwüstliche Glaube, dass bei der Abrechnung, wenn die Frevler zu Kreuze kriechen und um Gnade betteln würden, diese Beobachtungen mit in die Waagschale geworfen werden könnten.“

Seine Hoffnung blieb unerfüllt. Der Bericht erschien zwar 1946 in einer gekürzten englischen Fassung, auf Deutsch erst 61 Jahre nach dem Untergang des NS-Regimes. Linnemanns Essayfilm kontrastiert Szalets literarischen Überlebensbericht mit heutigen Bilder und Tönen der beschriebenen Orte. „Die Dokumentation ist durch Gegensätze geprägt. Schnelle Straßenszenen wechseln mit Bildern des Kleinstadtidylls, von umzäunten Reihenhäuschen mit Rosenrabatten und Briefkästen mit Spitzdach. Früher wohnte an dieser Stelle das SS-Lagerpersonal. Ein Zug rast durch den Bahnhof Oranienburg, und das Bild bleibt noch stehen, als die durch die Zugluft heruntergedrückten Grashalme sich längst wieder aufgerichtet haben.“ Sprecher ist Michael Mendl, die Musik stammt von Heinz Röttger, Sascha Neudeck, Katharina Katter und Michal Jacaszek.
2. Die Erde von Treblinka (2013)
Der 23-Minuten-Film in Schwarz-Weiß beruht auf den Beschreibungen der Hölle von Treblinka im Buch von Wassili Grossman (1905–1964) und einer optischen Exploration des Bodens und der Granitblöcke, die rund um das zentrale Mahnmal angeordnet sind. Die Namen der Herkunftsorte der Menschen sind dort eingraviert, die von Deutschen in Treblinka ermordet wurden: „Unbekannte polnische Namen, kleine jüdische Schtetl, in der Erinnerung an den Holocaust kaum präsent.“
3. Triumph des guten Willens  (2016)
Der 95-Minuten-Film beleuchtet die Arbeit des Publizisten Eike Geisel (1945–1997) und dessen Kritik an der deutschen Erinnerungspolitik. Der Filmemacher befragt dazu Experten zum Thema, Klaus Bittermann, Henryk M. Broder, Alex Feuerherdt und Hermann L. Gremliza, untersucht die „Möglichkeit von Kritik in unmöglichen Zeiten“, lässt die frühen 1990er Jahre als Phase der „Wiedergutwerdung der Deutschen“, wie sie von Geisel zynisch bezeichnet wurde, Revue passieren. In hartem Kontrast stehen die Bilder der errichteten Gedenkstätten in Berlin – Neue Wache, Holocaust-Denkmal – mit den gelesenen Worten Geisels, der ihr Entstehen hart kritisierte.
Der Film reflektiere, so der Filmemacher, Geisels These, „die Shoah habe sich schlussendlich [...] in Exportquoten und Kultur ausgezahlt.“ Während die ersten beiden Filme der Reihe sehr dicht am Massenmord an den europäischen Juden erzählten, stellt der dritte Teil die sogenannte Vergangenheitsbewältigung zur Debatte, anfangen vom kollektiven Leugnen der Verbrechen während der ersten Nachkriegsjahre über Historikerstreit und Totalitarismustheorie bis zur sogenannten Schlussstrichdebatte.

### Weitere Produktionen
2013 wurde – in der Reihe Little Germany – der Kurzfilm Gott in'n Meenzer vorgestellt, der das „nazistische Spektakel des Faschings“ dokumentiert. Derzeit gedreht wird die zweite Folge der Reihe, Hermann & Germania, eine filmische Auseinandersetzung mit dem ritualisierten Gedenken an Krieg und Soldatentod. Angekündigt ist auch eine dritte Reihe, „Orte“, deren erster Film dem Beerfelder Galgen gewidmet ist. Vorgestellt werden die Filme Linnemanns zumeist vor studentischem Publikum, oftmals in Anwesenheit des Filmemachers und mit anschließender Diskussion. Auch Gruppierungen gegen Antisemitismus und Antizionismus laden Regisseur und Film ein.

## Filmographie
Wenn nicht anders angegeben, verantwortet Linnemann Drehbuch, Produktion und Regie.
- 2001: La fin du temps
- 2002: Nec Curo
- 2004: Trautes Heim
- 2005: Un coeur gelé en été, 7 min
- 2006: End/Time
- 2007: Madamned, nur Kamera und Schnitt
- 2011: Kein Friede den Frevlern (über Leon Szalet), 40 min
- 2013: Die Erde von Treblinka (mit Texten von Wassili Grossman), 23 min
- 2013: Gott is’n Meenzer, 11 min
- 2016: Triumph des guten Willens (über Eike Geisel), 95 min
- 2019: Im Vorhof der Geschichte – Celebrating Marx, 94 Min.
- 2020: Mahnmal der Deutschen Einheit, 4:26 Min
- 2020: Beerfelder Galgen, 4:23 Min

## Buchpublikation
- Possible Worlds. Filmische Dialektik in den Spielfilmen von Robert Lepage. Schriftenreihe „Filmstudien“, Bd. 60,  Baden-Baden: Nomos-Verlag 2010, ISBN 978-3-8329-5356-0

## Pressestimmen zur Trilogie „Wie erinnern?“
- Sonja Vogel: Wo gibt es Worte?, in: Tageszeitung (Berlin), 5. November 2012
- Peter Nowak: Von der Wiedergutwerdung Deutschlands, Der Freitag, 3. Februar 2016
- Kristof Schreuf: Heillos unbewältigt, in: Tageszeitung (Berlin), 4. Februar 2016* Ulrich Gutmair: Der Fremde ist eine Provokation, in: Tageszeitung (Berlin), 10. Februar 2016
- Radio Z: Triumph des guten Willens, Radiointerview mit dem Regisseur Mikko Linnemann, abgerufen am 30. Oktober 2016